# Unione dei comuni di Lonate Pozzolo e Ferno
L'Unione dei comuni di Lonate Pozzolo e Ferno è stata un'unione di comuni istituita dai due comuni di Lonate Pozzolo e Ferno, in provincia di Varese.
Scopo principale dell'Unione era quello di esercitare in gestione associata per i Comuni aderenti diverse funzioni e servizi al fine di migliorare la qualità dei servizi erogati e di ottimizzare le risorse economico-finanziarie, umane e strumentali.
Cessò a fine 2021 per recesso unilaterale di Lonate.